# Heidekrautgewächse

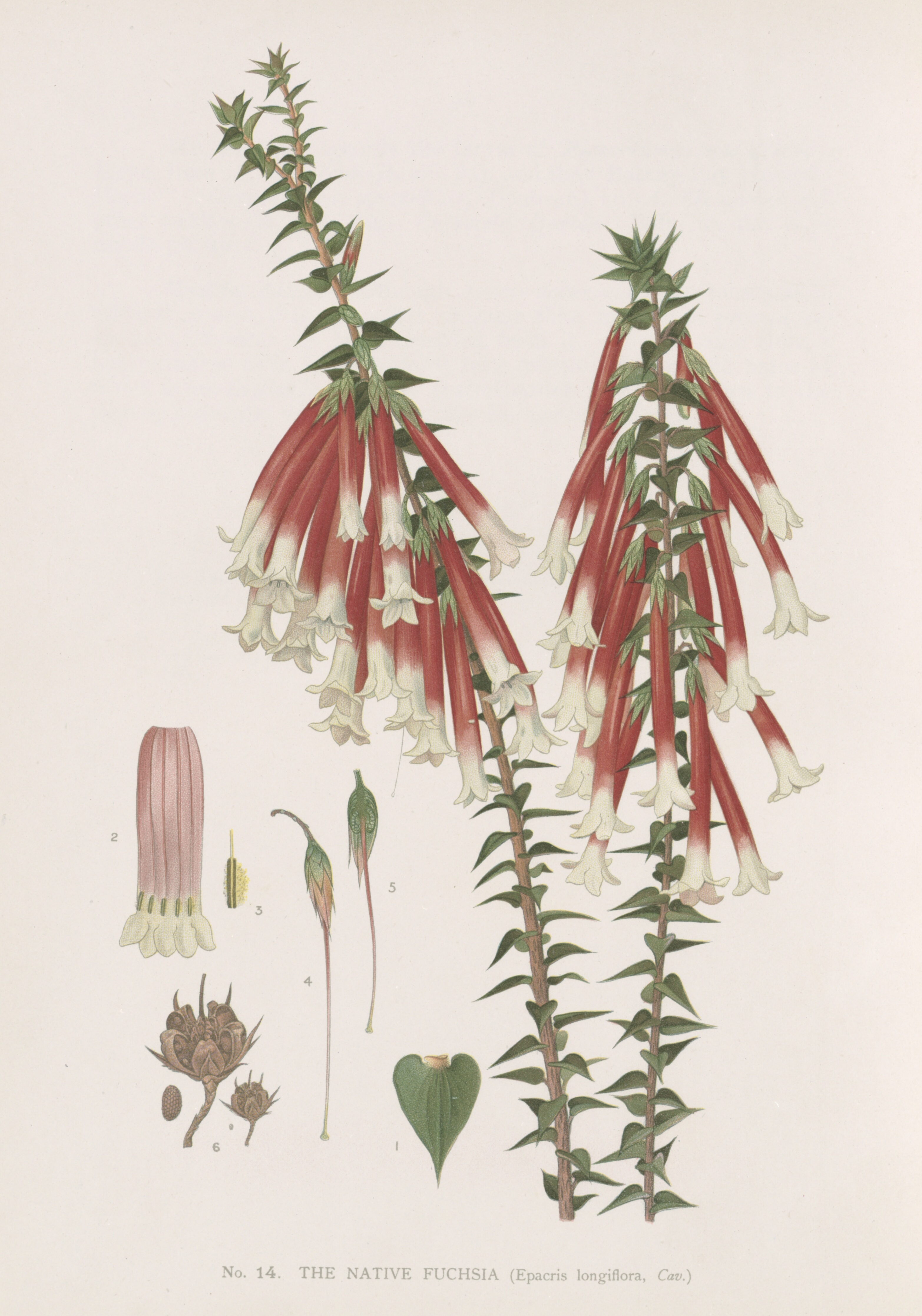
Illustration von Epacris longiflora

Die Heidekrautgewächse (Ericaceae) bilden eine Familie in der Ordnung der Heidekrautartigen (Ericales) innerhalb der Bedecktsamigen Pflanzen (Magnoliopsida). Mit etwa 126 Gattungen und etwa 4000 Arten besitzen sie eine weltweite Verbreitung. Arten aus dieser Familie werden als Zierpflanzen, Nahrung und Arzneimittel verwendet.

## Beschreibung
In dem heute weit gefassten, auf molekulargenetischen Untersuchungen basierenden Umfang der Familie der Ericaceae s. l. gibt es nur wenige morphologische Merkmale, die allen Unterfamilien gemeinsam sind. Besonders die Monotropoideae weichen von den allgemeineren Kennzeichen der Familie ab.

### Vegetative Merkmale
Es sind meist verholzende Pflanzen: oft immergrüne oder seltener laubabwerfende, kleine Bäume, (oft heidekrautartige = ericoide) Sträucher, selten Lianen oder Epiphyten. Seltener sind es krautige Pflanzen. Die Arten der Unterfamilie Monotropoideae sind fleischige, chlorophylllose, mykotrophe Pflanzen. Einige Arten bilden Rhizome, Stolonen oder aus dem Hypocotyl verholzende Knollen, die bis zu 1 Meter Durchmesser aufweisen können. Pflanzenteile sind oft behaart mit ein- bis mehrzelligen Trichomen oder Schuppen, die manchmal auch drüsig sein können. Die Sprossachsen sind mehr oder weniger bleistiftförmig oder manchmal deutlich geflügelt.
Die Laubblätter sind wechselständig und spiralig oder zweizeilig, selten gegenständig oder wirtelig angeordnet. Blattstiele sind unterschiedlich oder fehlen. Die einfache Blattspreite ist winzig bis sehr groß, ledrig oder krautig. Der Blattrand ist meist glatt oder eingerollt, seltener gezähnt oder gekerbt. Junge Blätter besitzen oft eine rote Färbung. Nebenblätter fehlen.

### Generative Merkmale

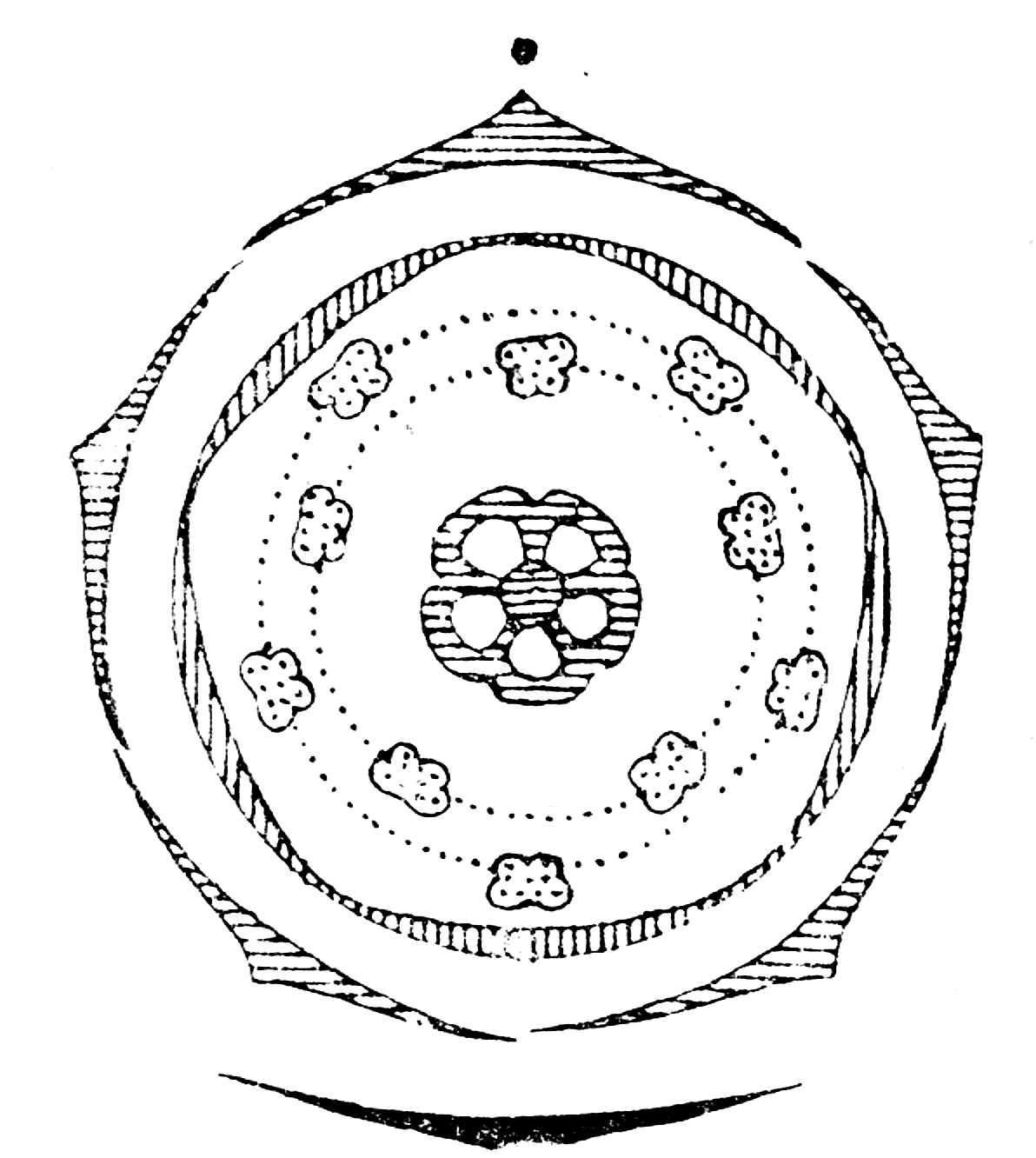
Blütendiagramm von Vaccinium

Die Blüten stehen selten einzeln, meist zu mehreren in achsel- oder endständigen, traubigen, ährigen, kopfigen, schirmtraubigen oder rispigen Blütenständen, die oft lang herabhängend sind. Es sind haltbare oder vergängliche Tragblätter und oft zwei Deckblätter je Blüte vorhanden. Es sind nur selten extraflorale Nektarien vorhanden. Es ist meist ein Blütenstiel vorhanden.
Die meist duftlosen Blüten sind meist zwittrig oder seltener funktional eingeschlechtig. Nur die Gattung Epigaea ist zweihäusig getrenntgeschlechtig (diözisch). Die kleinen bis großen Blüten sind meist fünfzählig (drei- bis siebenzählig) und radiärsymmetrisch oder seltener etwas zygomorph meist mit doppelter Blütenhülle (Perianth). Beim Tribus Rhodoreae sind die Blüten zygomorph (beispielsweise einige Arten der Gattung Rhododendron). Es kann ein Blütenbecher vorhanden sein. Es sind meist fünf (vier bis sieben), freie oder meist verwachsene Kelchblätter vorhanden. Die meist fünf (drei bis sieben) Kronblätter sind meist verwachsen. Oft ist ein prominenter, nektarbildender Diskus vorhanden. Es sind meist zwei Kreise mit je vier bis fünf freien, fertilen Staubblättern vorhanden. Beispielsweise ist bei Loiseleuria nur ein Kreis mit fünf haplostemonen Staubblättern vorhanden; bei den Styphelioideae sind fünf, vier oder nur zwei Staubblätter vorhanden. Die gleichen bis ungleichen Staubfäden sind meist gerade oder selten S-förmig, untereinander frei oder verwachsen und es können Sporne ausgebildet sein. Die Staubbeutel besitzen Poren. Die Pollenkörner sind meist in tetraedrischen Tetraden zusammengefasst, selten einzeln. Meist vier oder fünf (zwei bis zehn) Fruchtblätter sind zu einem synkarpen, ober- bis unterständigen Fruchtknoten verwachsen. Es sind meist viele, selten nur eine anatrope bis campylotrope Samenanlagen je Fruchtknotenfach vorhanden. Der Griffel endet meist in einer kopfigen, selten schwach gelappten Narbe.
Es werden lokulizidale oder septizidale Kapselfrüchte, Beeren, Steinfrüchte oder selten Nussfrüchte gebildet. Manchmal sind auf der Frucht noch fleischige Kelchblätter vorhanden. Meist sind in jeder Frucht viele, bei Gaylussacia nur einer je Fruchtfach, Samen vorhanden. Die kleinen, etwa 1 bis 1,5 mm langen Samen besitzen Flügel oder bei Bejaria Anhängsel. Das Endosperm ist fleischig und der gerade Embryo meist weiß oder manchmal grün.
Die Chromosomengrundzahlen betragen n = 6, 8, 11, 13, 19 oder 23.

### Inhaltsstoffe
Bei vielen Taxa sind Polyphenole: Gerbstoffe (Tannine), Flavonoide und phenolische Heteroside (Phenolglykosiden, Iridoiden), beispielsweise Arbutin, Pyrosid, Rhododendrin vorhanden. Oft kommen giftige Diterpene vor, beispielsweise Acetylandromedol, durch das der „Rhododendronhonig“ giftig ist.

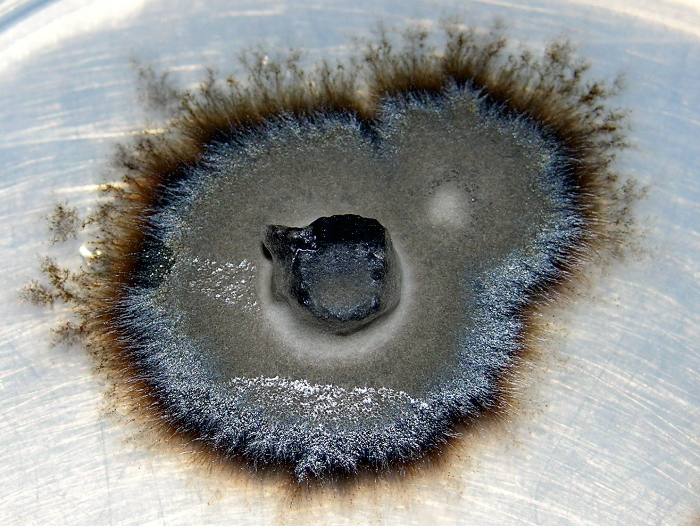
Ein ericoider Mykorrhiza-Pilz isoliert von Woollsia pungens

## Ökologie
Man findet Pflanzenarten dieser Familie oft auf mineralstoffarmem, saurem Boden, auf dem sie mit Hilfe von Endomykorrhiza (Symbiose mit Bodenpilzen) notwendige Nährstoffe erhalten.
Die Bestäubung erfolgt mit wenigen Ausnahmen bei Taxa mit oberständigen Fruchtknoten durch Insekten, oft durch Bienen (Entomophilie), und bei den Taxa mit unterständigen Fruchtknoten durch Kolibris (Ornithophilie).
Viele Ericaceen sind gut an Brände angepasst. So keimen etwa die Samen der Besenheide besonders gut nach Hitzestress, um danach als konkurrenzempfindliche Art auf dem abgebrannten Boden ideale Keimbedingungen vorzufinden.

## Systematik und Verbreitung

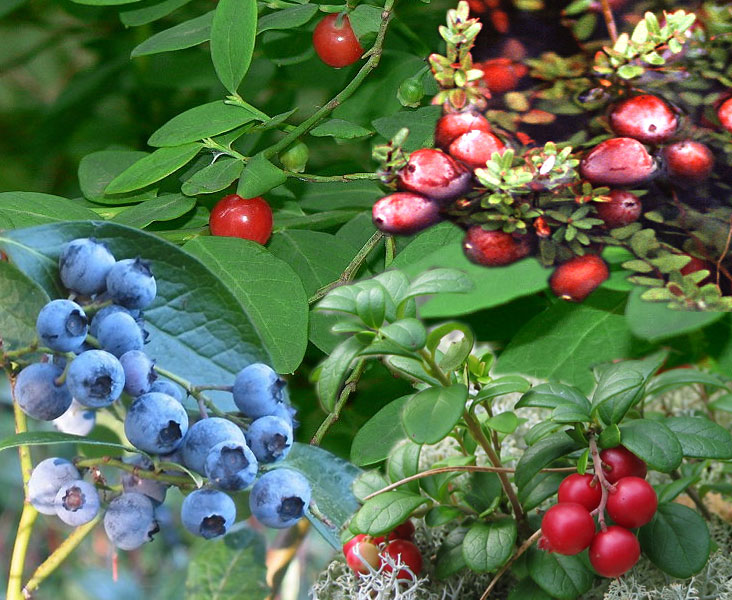
Die Früchte verschiedener Vaccinium-Arten (von rechts oben): „Cranberry“, Rote Huckleberry (Vaccinium parvifolium), Blaubeere und Preiselbeere

Pflanzenarten dieser Familie kommen fast weltweit vor. Es werden alle Klimazonen und Höhenlagen außer der Dauerfrostzone besiedelt, damit fehlt sie nur auf dem Antarktischen Kontinent. Nur wenige Arten gedeihen im tropischen Tiefland.
Die Familie Ericaceae wurde 1789 als „Ericae“ von Antoine Laurent de Jussieu in Genera Plantarum. S. 159–160 erstveröffentlicht. Typusgattung ist Erica L. Nur noch Synonyme für Ericaceae Juss. sind: Vacciniaceae Lindl., Monotropaceae Nuttall, Pyrolaceae Dum., Siphonandraceae Klotzsch.
Schon lange werden die Ericaceae in die Ordnung der Ericales Bercht. & J.Presl gestellt, die im letzten Jahrzehnt um einige Familien erweitert wurde. Innerhalb der Ericales bilden die Ericaceae mit den Clethraceae und Cyrillaceae eine Klade.
Man unterteilt die Familie der Ericaceae in acht Unterfamilien und insgesamt 24 Tribus. In der Familie gibt es etwa 126 Gattungen mit etwa 4000 Arten.
Hier die vollständige Gliederung der Familie in Unterfamilien und Tribus:
- Unterfamilie Arbutoideae (Meisn.) Nied.: Von den anderen Unterfamilien unterscheidet sie sich vor allem durch die reduzierte Anzahl von Samenanlagen, hier sind es nur wenige bis eine je Fruchtknotenkammer. Die wechselständigen Laubblätter sind nicht nadelartig (nicht „erikoid“) reduziert. Es werden Beeren oder Steinfrüchte gebildet.[3] Sie enthält nur eine Tribus:
  - Tribus Arbuteae Meisn.: Sie enthält etwa sechs Gattungen (Arbutus L., Arctostaphylos Adans., Arctous (A.Gray) Nied., Comarostaphylis Zucc., Ornithostaphylos Small, Xylococcus Nutt.)
- Unterfamilie Cassiopoideae Kron & Judd:
  - Tribus Cassiopeae H.T.Cox ex Stevens: Sie enthält nur eine Gattung:
    - Schuppenheiden (Cassiope D. Don)
- Unterfamilie Enkianthoideae Kron, Judd & Anderb.: Die wechselständigen oder pseudowirteligen Laubblätter sind nicht nadelartig (nicht „erikoid“) reduziert. Sie enthält nur eine Tribus:
  - Tribus Enkiantheae Stevens: Sie enthält nur eine Gattung:
    - Prachtglocken (Enkianthus Lour.)
- Unterfamilie Ericoideae Link (inklusive Rhododendroideae (Juss.) Sweet): Mit fünf Tribus:
  - Tribus Bejarieae Copeland:  Die Kronblätter sind frei. Die Staubbeutel besitzen keine Hörner (Anhängsel). Sie enthält etwa drei Gattungen (Bejaria Mutis, Bryanthus J.G. Gmel., Ledothamnus Meisn.).
  - Tribus Empetreae D.Don: Es sind nur zwei oder drei Staubblätter und nur zwei Fruchtblätter vorhanden. Die Staubbeutel besitzen keine Hörner (Anhängsel). Es werden Steinfrüchte gebildet. Mit drei bis vier Gattungen (Ceratiola Michx., Corema D. Don, Diplarche Hook. f. & Thomson, Empetrum L.)
  - Tribus Ericeae DC. ex Duby: Staubbeutel mit oder ohne zwei Hörner (Anhängsel). Sie enthält etwa drei Gattungen (Calluna Salisb., Daboecia D. Don, Erica L.)
  - Tribus Phyllodoceae Drude: Es sind fünf bis zehn Staubblätter vorhanden. Die Staubbeutel besitzen keine Hörner (Anhängsel). Es werden Kapselfrüchte gebildet. Sie enthält etwa sieben Gattungen (Elliottia Muhl. ex Elliott, Epigaea L., Kalmia L., Kalmiopsis Rehder, Loiseleuria Desv., Phyllodoce Salisb., Rhodothamnus Rchb.)
  - Tribus Rhodoreae DC. ex Duby: Es sind 5 bis 15 Staubblätter vorhanden. Die Staubbeutel besitzen keine Hörner (Anhängsel). Es werden Kapselfrüchte gebildet. Sie enthält – wenn man Diplarche und Menziesia zu Rhododendron stellt – nur zwei Gattungen (Rhododendron L., Therorhodion (Maxim.) Small).[4]
- Unterfamilie Harrimanelloideae Kron & Judd: Sie enthält nur eine Gattung:
  - Harrimanella Coville: Sie umfasst nur zwei Arten:
    - Moosheide (Harrimanella hypnoides (L.) Coville): Sie kommt in Sibirien, Finnland, Island, Spitzbergen, Jan Mayen, Grönland, im östlichen Kanada und in den nordöstlichen Vereinigten Staaten vor.[5]
    - Harrimanella stelleriana (Pall.) Coville: Sie kommt in Sibirien, Japan und Alaska vor.[5]
- Unterfamilie Monotropoideae Kostel. (inklusive Pyroloideae): Es sind mykotrophe Pflanzen. Sie enthält drei Tribus:
  - Tribus Monotropeae Dum.: Chlorophyll fehlt. Sie enthält etwa acht Gattungen (Allotropa Torr. & A. Gray, Cheilotheca Hook. f., Hemitomes A. Gray, Monotropa L., Monotropastrum Andres, Monotropsis Schwein. ex Elliott, Pityopus Small, Pleuricospora A. Gray).
  - Tribus Pterosporeae Baillon: Chlorophyll fehlt. Sie enthält etwa zwei Gattungen (Pterospora Nutt., Sarcodes Torr.)
  - Tribus Pyroleae Dum.: Es ist Chlorophyll vorhanden. Sie enthält etwa vier Gattungen (Chimaphila Pursh, Moneses Salisb. ex Gray, Orthilia Raf., Pyrola L.)
- Unterfamilie Styphelioideae Sweet (Syn.: Epacridoideae Link): Die wechselständigen Laubblätter sind nicht nadelartig (nicht „erikoid“) reduziert. Sie enthält etwa sieben Tribus mit etwa 35 Gattungen und etwa 420 Arten:
  - Tribus Archerieae Crayn & Quinn: Es sind nur fünf Staubblätter vorhanden mit kurzen, geraden Staubfäden. Sie enthält nur eine Gattung (Archeria Hook. f.)
  - Tribus Cosmelieae Crayn & Quinn: Es sind nur fünf Staubblätter vorhanden. Es werden Kapselfrüchte gebildet. Sie enthält etwa drei Gattungen (Andersonia R. Br., Cosmelia R. Br., Sprengelia Sm.)
  - Tribus Epacrideae Dum.: Es sind nur fünf Staubblätter vorhanden. Es werden Kapselfrüchte gebildet. Sie enthält etwa fünf Gattungen (Budawangia I. Telford, Epacris Cav., Lysinema R. Br., Rupicola Maiden & Betche, Woollsia F. Muell.)
  - Tribus Oligarrheneae Crayn & Quinn: Es sind nur zwei oder vier Staubblätter vorhanden. Der Griffel ist sehr kurz. Es werden Steinfrüchte gebildet. Sie enthält etwa zwei Gattungen (Needhamiella L. Watson, Oligarrhena R. Br.)
  - Tribus Prionoteae Drude: Es sind nur fünf Staubblätter vorhanden mit langen Staubfäden. Sie enthält etwa zwei Gattungen (Lebetanthus Endl., Prionotes R. Br.)
  - Tribus Richeeae Crayn & Quinn: Es sind nur fünf Staubblätter vorhanden. Die kopfige Narbe ist klein. Es werden Kapselfrüchte gebildet. Sie enthält etwa drei Gattungen (Dracophyllum Labill., Richea R. Br., Sphenotoma (R. Br.) Sweet).
  - Tribus Styphelieae Bartl.: Es sind nur fünf Staubblätter vorhanden. Es werden leuchtend gefärbte Steinfrüchte gebildet. Sie enthält etwa 19 Gattungen (Acrotriche R. Br., Androstoma Hook. f., Astroloma R. Br., Brachyloma Sond., Coleanthera Stschegl., Conostephium Benth., Croninia J. M. Powell, Cyathodes Labill., Cyathopsis Brongn. & Gris, Decatoca F. Muell., Leptecophylla C. M. Weiller, Leucopogon R. Br., Lissanthe R. Br., Melichrus R. Br., Monotoca R. Br., Pentachondra R. Br., Planocarpa C. M. Weiller, Styphelia Sol. ex Sm., Trochocarpa R. Br.)
- Unterfamilie Vaccinioideae Am.: Sie sind epigyn und es sind Staubblattanhängsel vorhanden. Mit fünf Tribus:
  - Tribus Andromedeae Klotzsch: Es werden Kapselfrüchte gebildet. Sie enthält etwa zwei Gattungen (Andromeda L., Zenobia D. Don).
  - Tribus Gaultherieae Nied.: Es werden Kapselfrüchte oder Beeren gebildet. Sie enthält etwa zehn Gattungen (Chamaedaphne Moench, Diplycosia Blume, Eubotryoides (Nakai) H. Hara, Eubotrys Nutt., ×Gaulnettya Marchant, Gaultheria L., Leucothoe D. Don, Pernettya Gaudich., Pernettyopsis King & Gamble, Tepuia Camp).[6]
  - Tribus Lyonieae Kron & Judd: Es werden Kapselfrüchte gebildet. Sie enthält etwa vier Gattungen (Agarista D. Don ex G. Don, Craibiodendron W. W. Sm., Lyonia Nutt., Pieris D. Don).
  - Tribus Oxydendreae Cox: Sie enthält nur eine Gattung:
    - Oxydendrum DC.: Mit der einzigen Art Sauerbaum (Oxydendrum arboreum (L.) DC.). Es ist ein laubabwerfender Baum, der Kapselfrüchte bildet.

  - Tribus Vaccinieae Rchb.: Es werden Beeren oder Steinfrüchte gebildet. Gattungsreichste Tribus mit etwa 32 Gattungen (Agapetes D. Don ex G. Don, Anthopteropsis A.C. Sm., Anthopterus Hook., Cavendishia Lindl., Ceratostema Juss., Costera J.J. Sm., Demosthenesia A.C. Sm., Didonica Luteyn & Wilbur, Dimorphanthera (F. Muell. ex Drude) F. Muell., Diogenesia Sleumer, Disterigma (Klotzsch) Nied., Gaylussacia Kunth, Gonocalyx Planch. & Linden, Macleania Hook., Mycerinus A.C. Sm., Notopora Hook. f., Oreanthes Benth., Orthaea Klotzsch, Pellegrinia Sleumer, Plutarchia A.C. Sm., Polyclita A.C. Sm., Psammisia Klotzsch, Rusbya Britton, Satyria Klotzsch, Semiramisia Klotzsch, Siphonandra Klotzsch, Sphyrospermum Poepp. & Endl., Symphysia C. Presl, Themistoclesia Klotzsch, Thibaudia Ruiz & Pav. ex J. St.-Hil., Utleya Wilbur & Luteyn, Vaccinium L.).[7]

Die folgende Tabelle stellt die komplette Gattungsliste gemäß GRIN mit Angabe der Zugehörigkeit zu Unterfamilie und Tribus dar, außerdem die ungefähre Artenzahl und ihr Verbreitungsgebiet:
| Deutscher und Wissenschaftlicher Name                                  | Bemerkungen | Unterfamilie und Tribus             | Bilder                                             |
| ---------------------------------------------------------------------- | --- | ----------------------------------- | -------------------------------------------------- |
| Acrotriche R.Br.                                                       | etwa 15 Arten in Australien | Styphelioideae Tribus Styphelieae   |                                                    |
| Agapetes D.Don ex G.Don                                                | etwa 80 Arten vom östlichen Himalaya über das südwestliche China und Indochina bis Südostasien                                                                                          | Vaccinioideae Tribus Vaccinieae     | Agapetes serpens                                   |
| Agarista D.Don ex G.Don                                                | etwa 31 Arten die meisten in Amerika | Vaccinioideae Tribus Lyonieae       | Agarista buxifolia                                 |
| Allotropa Torr. & A.Gray                                               | mit nur einer Art Allotropa virgata | Monotropoideae Tribus Monotropeae   | Allotropa virgata                                  |
| Andersonia R.Br.                                                       | mit etwa 35 Arten im westlichen Australien | Styphelioideae Tribus Cosmelieae    |                                                    |
| Rosmarinheide (Andromeda L.)                                           | mit 1 bis 2 Arten in der nördlichen gemäßigten Zone | Vaccinioideae Tribus Andromedeae    | Rosmarinheide (Andromeda polifolia)                |
| Androstoma Hook. f.                                                    | mit nur einer Art in Neuseeland Androstoma empetrifolia Hook. f. | Styphelioideae Tribus Styphelieae   |                                                    |
| Anthopteropsis A.C.Sm.                                                 | nur eine Art Anthopteropsis insignis A.C.Sm. im zentralen Panama | Vaccinioideae Tribus Vaccinieae     |                                                    |
| Anthopterus Hook.                                                      | etwa 12 Arten in der Neotropis | Vaccinioideae Tribus Vaccinieae     |                                                    |
| Erdbeerbäume (Arbutus L.)                                              | etwa 10 Arten in Nordamerika, in Westeuropa und im Mittelmeerraum | Arbutoideae Tribus Arbuteae         | Arbutus unedo                                      |
| Archeria Hook. f.                                                      | mit sieben Arten in Australien und Neuseeland | Styphelioideae Tribus Archerieae    |                                                    |
| Bärentrauben (Arctostaphylos Adans.)                                   | 50–65 Arten | Arbutoideae Tribus Arbuteae         | Arctostaphylos pungens                             |
| Astroloma R.Br.                                                        | etwa 28 Arten in Australien | Styphelioideae Tribus Styphelieae   | Astroloma foliosum                                 |
| Andenrosen (Bejaria Mutis)                                             | etwa 15 Arten in Amerika | Ericoideae Tribus Bejarieae         | Bejaria imthurnii                                  |
| Brachyloma Sond.                                                       | mit sieben Arten in Australien | Styphelioideae Tribus Styphelieae   | Brachyloma daphnoides                              |
| Moosheiden (Bryanthus J.G.Gmel.)                                       | nur eine Art, Bryanthus gmelinii D.Don in Japan und Kamtschatka | Ericoideae Tribus Bejarieae         | Bryanthus gmelinii                                 |
| Budawangia I.Telford                                                   | mit nur einer Art in Australien Budawangia gnidioides (Summerh.) I.Telford | Styphelioideae Tribus Epacrideae    |                                                    |
| Besenheide (Calluna Salisb.)                                           | mit nur einer Art, Calluna vulgaris (L.) Hull sie kommt in Europa und Kleinasien vor und ist in Nordamerika eingebürgert                                                                | Ericoideae Tribus Ericeae           | Besenheide (Calluna vulgaris)                      |
| Schuppenheiden (Cassiope D.Don)                                        | etwa 17 Arten zirkumboreal, bis China, die Himalayaregion, Japan, Russland und westliche Nordamerika                                                                                    | Cassiopoideae                       | Cassiope mertensiana                               |
| Cavendishia Lindl.                                                     | etwa 150 Arten in der Neotropis | Vaccinioideae Tribus Vaccinieae     | Cavendishia allenii                                |
| Ceratiola Michx.                                                       | mit nur einer Art in den USA Ceratiola ericoides Michx. | Ericoideae Tribus Empetreae         | Ceratiola ericoides                                |
| Ceratostema Juss.                                                      | etwa 33 Arten in Südamerika | Vaccinioideae Tribus Vaccinieae     | Ceratostema alatum                                 |
| Torfgränke (Chamaedaphne Moench)                                       | nur eine Art, Chamaedaphne calyculata (L.) Moench in China, nördlichen Japan, Mongolei, Sibirien, nordöstlichen Europa und Nordamerika                                                  | Vaccinioideae Tribus Gaultherieae   | Torfgränke (Chamaedaphne calyculata)               |
| Cheilotheca Hook. f.                                                   | mit zwei Arten sie kommen zwischen Assam und dem westlichen Malesien vor | Monotropoideae Tribus Monotropeae   |                                                    |
| Winterlieb (Chimaphila Pursh)                                          | 5 Arten in Bhutan, China, Japan, Korea, Russland, Europa, Nordamerika und Mexiko | Monotropoideae Tribus Pyroleae      | Winterlieb (Chimaphila umbellata subsp. umbellata) |
| Choristemon H.B.Will.                                                  | mit nur einer Art, Choristemon humilis H.B. Will. sie kommt in Australien vor | Styphelioideae                      |                                                    |
| Coleanthera Stschegl.                                                  | mit drei Arten sie kommen im westlichen Australien vor | Styphelioideae Tribus Styphelieae   |                                                    |
| Comarostaphylis Zucc.                                                  | mit 10 Arten sie kommen in Mexiko vor | Arbutoideae                         | Comarostaphylis arbutoides                         |
| Conostephium Benth.                                                    | mit sechs Arten sie kommen im südlichen Australien vor | Styphelioideae Tribus Styphelieae   |                                                    |
| Corema D.Don                                                           | mit zwei Arten einer Art in Europa und einer Art in Nordamerika | Ericoideae Tribus Empetreae         | Corema album                                       |
| Cosmelia R.Br.                                                         | mit nur einer Art, Cosmelia rubra R.Br. sie kommt im südwestlichen Australien vor | Styphelioideae Tribus Cosmelieae    |                                                    |
| Costera J.J.Sm.                                                        | mit etwa neun Arten sie kommen im westlichen Malesien vor | Vaccinioideae Tribus Vaccinieae     |                                                    |
| Craibiodendron W.W.Sm.                                                 | 5 Arten in Kambodscha, China, Indien, Laos, Myanmar, Thailand und Vietnam | Vaccinioideae Tribus Lyonieae       |                                                    |
| Croninia J.M.Powell                                                    | mit nur einer Art, Croninia kingiana (F. Muell.) J. Powell sie kommt in Westaustralien vor                                                                                              | Styphelioideae Tribus Styphelieae   |                                                    |
| Cyathodes Labill.                                                      | mit drei Arten sie kommen in Tasmanien vor | Styphelioideae Tribus Styphelieae   |                                                    |
| Cyathopsis Brongn. & Gris                                              | mit nur einer Art, Cyathopsis floribunda Brongn. & Gris sie kommt in Neukaledonien vor                                                                                                  | Styphelioideae Tribus Styphelieae   |                                                    |
| Glanzheide (Daboecia D.Don)                                            | mit nur zwei Arten sie kommen von Irland bis Spanien und zu den Azoren vor | Ericoideae Tribus Ericeae           | Daboecia cantabrica                                |
| Decatoca F.Muell.                                                      | mit nur einer Art, Decatoca spenceri F. Muell. sie kommt auf Neuguinea vor | Styphelioideae Tribus Styphelieae   |                                                    |
| Demosthenesia A.C.Sm.                                                  | etwa 11 Arten in Südamerika | Vaccinioideae Tribus Vaccinieae     |                                                    |
| Didonica Luteyn & Wilbur                                               | mit 4 Arten in Zentralamerika | Vaccinioideae Tribus Vaccinieae     |                                                    |
| Dimorphanthera (F.Muell. ex Drude) F.Muell.                            | mit etwa 75 Arten sie kommen in Malesien, besonders auf Neuguinea vor | Vaccinioideae Tribus Vaccinieae     |                                                    |
| Diogenesia Sleumer                                                     | etwa 13 Arten in Südamerika | Vaccinioideae Tribus Vaccinieae     |                                                    |
| Diplycosia Blume                                                       | mit etwa 111 Arten | Vaccinioideae Tribus Gaultherieae   |                                                    |
| Disterigma (Klotzsch) Nied.                                            | 35–40 Arten in der Neotropis | Vaccinioideae Tribus Vaccinieae     |                                                    |
| Drachenblätter (Dracophyllum Labill.)                                  | mit etwa 48 Arten sie kommen in Australien, Neukaledonien und besonders in Neuseeland vor                                                                                               | Styphelioideae Tribus Richeeae      | Dracophyllum secundum                              |
| Elliottia Muhl. ex Elliott                                             | mit vier Arten sie kommen in Japan, Nordamerika und Alaska vor | Ericoideae Tribus Phyllodoceae      | Elliottia pyroliflora                              |
| Krähenbeeren (Empetrum L.)                                             | 3–18 Arten mit disjunktem Areal in Nordamerika, südlichen Südamerika, nördlichen Eurasien und auf südlichen atlantischen Inseln; circumboreal, subarctic, alpine, bipolar               | Ericoideae Tribus Empetreae         | Schwarze Krähenbeere (Empetrum nigrum)             |
| Prachtglocken (Enkianthus Lour.)                                       | etwa 12 Arten vom östlichen Himalaya über China bis Japan und Indochina | Enkianthoideae                      | Enkianthus perulatus                               |
| Australheide (Epacris Cav.)                                            | mit etwa 40 Arten sie kommen in Australien Neuseeland und Neukaledonien vor | Styphelioideae Tribus Epacrideae    | Rosafarbene Form von Epacris impressa              |
| Bodenlorbeer (Epigaea L.)                                              | mit drei Arten einer Art in Japan, einer in Vorderasien und einer im östlichen Nordamerika                                                                                              | Ericoideae Tribus Phyllodoceae      | Epigaea asiatica                                   |
| Heidekräuter (Erica L.; Syn.: Bruckenthalia Rchb., Philippia Klotzsch) | mit etwa 860 Arten sie kommen hauptsächlich im südlichen Afrika, aber auch in den Gebirgen des tropischen Afrika, in Madagaskar, im Mittelmeergebiet, in Makaronesien und in Europa vor | Ericoideae Tribus Ericeae           | Erica scabriuscula am Standort                     |
| ×Gaulnettya Marchant                                                   | Hybridgattung Gaultheria × Pernettya | Vaccinioideae Tribus Gaultherieae   |                                                    |
| Scheinbeeren (Gaultheria L.)                                           | etwa 115 Arten im östlichen und südlichen Asien, südöstlichen Australien, Tasmanien, Pazifische Inseln (Neuseeland), Nord- und Südamerika                                               | Vaccinioideae Tribus Gaultherieae   | Gaultheria miqueliana                              |
| Buckelbeeren (Gaylussacia Kunth)                                       | etwa 50 Arten in der Neotropis | Vaccinioideae Tribus Vaccinieae     | Gaylussacia brachycera                             |
| Gonocalyx Planch. & Linden                                             | etwa neun Arten in Zentralamerika und auf Karibischen Inseln | Vaccinioideae Tribus Vaccinieae     |                                                    |
| Harrimanella Coville                                                   | mit nur zwei Arten sie kommen in der Arktis und Subarktis vor | Harrimanelloideae                   | Harrimanella hypnoides                             |
| Hemitomes A.Gray                                                       | mit nur einer Art, Hemitomes congestum A. Gray sie kommt in den westlichen USA vor | Monotropoideae Tribus Monotropeae   | Hemitomes congestum                                |
| Lorbeerrosen (Kalmia L.)                                               | 7 Arten in der Neuen Welt | Ericoideae Tribus Phyllodoceae      | Kalmia latifolia 'Olympic Wedding'                 |
| Kalmiopsis Rehder                                                      | mit nur einer Art, Kalmiopsis leachiana (L. Henderson) Rehder sie kommt nur in Oregon vor                                                                                               | Ericoideae Tribus Phyllodoceae      | Kalmiopsis leachiana                               |
| Lebetanthus Endl.                                                      | mit nur einer Art, Lebetanthus myrsinites (Lam.) Dusén sie kommt im südlichen Südamerika vor                                                                                            | Styphelioideae Tribus Prionoteae    |                                                    |
| Ledothamnus Meisn.                                                     | 7 Arten nur im Guayana-Hochland | Ericoideae Tribus Bejarieae         | Ledfothamnus sessilifolius                         |
| Leptecophylla C.M.Weiller                                              | mit etwa 13 Arten sie kommen von Neuguinea, Australien und Neuseeland bis Hawaii vor | Styphelioideae Tribus Styphelieae   | Leptecophylla juniperina                           |
| Leucopogon R.Br.                                                       | mit etwa 23 Arten sie kommen von Malesien und Australien bis Neukaledonien vor | Styphelioideae Tribus Styphelieae   | Leucopogon verticillatus                           |
| Traubenheiden (Leucothoe D.Don)                                        | etwa 6 Arten im östlichen Asien und in den südöstlichen USA | Vaccinioideae Tribus Gaultherieae   | Leucothoe fontanesiana                             |
| Lissanthe R.Br.                                                        | mit neun Arten sie kommen in Australien vor | Styphelioideae Tribus Styphelieae   | Lissanthe strigosa subsp. subulata                 |
| Gämsheide (Loiseleuria Desv.)                                          | mit nur einer Art, Loiseleuria procumbens (L.) Desv. sie kommt in Europa, Asien und Nordamerika vor                                                                                     | Ericoideae Tribus Phyllodoceae      | Gämsheide (Loiseleuria procumbens)                 |
| Lyonien (Lyonia Nutt.)                                                 | etwa 36 Arten im östlichen Asien und in Nordamerika | Vaccinioideae Tribus Lyonieae       | Lyonia ovalifolia                                  |
| Lysinema R.Br.                                                         | mit etwa fünf Arten sie kommen im südwestlichen Australien vor | Styphelioideae Tribus Epacrideae    |                                                    |
| Macleania Hook.                                                        | etwa 38 Arten in Südamerika | Vaccinioideae Tribus Vaccinieae     | Macleania rupestris                                |
| Malea Lundell                                                          | mit nur einer Art, Malea pilosa Lundell sie kommt in Mexiko vor |                                     |                                                    |
| Melichrus R.Br.                                                        | mit vier Arten sie kommen in Australien vor | Styphelioideae Tribus Styphelieae   | Melichrus urceolatus                               |
| Mitrastylus Alm & T.C.E.Fr.                                            | mit höchstens zwei Arten sie kommen in Madagaskar vor | Ericoideae Tribus Ericeae           |                                                    |
| Moneses Salisb. ex Gray                                                | ein oder zwei Arten in Eurasien und Nordamerika | Monotropoideae Tribus Pyroleae      | Moosauge (Moneses uniflora)                        |
| Monotoca R.Br.                                                         | mit etwa 17 Arten sie kommen in Australien vor | Styphelioideae Tribus Styphelieae   |                                                    |
| Fichtenspargel (Monotropa L.)                                          | nur zwei Arten in kühlen bis gemäßigten Gebieten hauptsächlich der Nordhalbkugel, aber auch in Südamerika                                                                               | Monotropoideae Tribus Monotropeae   | Monotropa hypopitys                                |
| Monotropastrum Andres                                                  | nur zwei Arten in Bhutan, China, Indien, Indonesien (Sumatra), Japan (einschließlich den Ryūkyū-Inseln), Korea, Laos, Myanmar, Nepal, Sachalin, Sikkim, Thailand und Vietnam            | Monotropoideae Tribus Monotropeae   | Monotropastrum humile                              |
| Monotropsis Schwein. ex Elliott                                        | mit nur einer Art, Monotropsis odorata Schwein. sie kommt im Südosten der USA vor | Monotropoideae Tribus Monotropeae   | Monotropsis odorata                                |
| Mycerinus A.C.Sm.                                                      | 3 Arten nur im Guayana-Hichland | Vaccinioideae Tribus Vaccinieae     |                                                    |
| Needhamiella L. Watson                                                 | mit nur einer Art, Needhamiella pumilio (R. Br.) L. Watson sie kommt im südwestlichen Australien vor                                                                                    | Styphelioideae Tribus Oligarrheneae |                                                    |
| Notopora Hook. f.                                                      | 5 Arten nur im Guayana-Hichland | Vaccinioideae Tribus Vaccinieae     |                                                    |
| Oligarrhena R.Br.                                                      | mit nur einer Art, Oligarrhena micrantha R. Br. sie kommt in Australien vor | Styphelioideae Tribus Oligarrheneae |                                                    |
| Oreanthes Benth.                                                       | 7 Arten in Bergregionen Südamerikas | Vaccinioideae Tribus Vaccinieae     |                                                    |
| Ornithostaphylos Small                                                 | mit nur einer Art, Ornithostaphylos oppositifolia (C. Parry) Small sie kommt in Südkalifornien und in Baja California vor                                                               | Arbutoideae                         |                                                    |
| Orthaea Klotzsch                                                       | etwa 32 Arten in der Neotropis | Vaccinioideae Tribus Vaccinieae     |                                                    |
| Birngrün (Orthilia Raf.)                                               | nur eine oder zwei Arten zirkumboreal | Monotropoideae Tribus Pyroleae      | Orthilia secunda                                   |
| Sauerbaum (Oxydendrum DC.)                                             | nur eine Art, Oxydendrum arboreum (L.) DC. er kommt in den USA vor | Vaccinioideae Tribus Oxydendreae    | Sauerbaum (Oxydendron arboreum)                    |
| Pellegrinia Sleumer                                                    | 5 Arten nur in Zentralperu | Vaccinioideae Tribus Vaccinieae     |                                                    |
| Pentachondra R.Br.                                                     | mit etwa vier Arten sie kommen in Südaustralien bis Neuseeland vor | Styphelioideae Tribus Styphelieae   |                                                    |
| Pernettya Gaudich.                                                     | etwa 14 Arten | Vaccinioideae Tribus Gaultherieae   | Pernettya mucronata                                |
| Pernettyopsis King & Gamble                                            | mit höchstens vier Arten | Vaccinioideae Tribus Gaultherieae   |                                                    |
| Moosheiden (Phyllodoce Salisb.)                                        | etwa 7 Arten weit verbreitet in gemäßigten Gebieten der Nordhalbkugel | Ericoideae Tribus Phyllodoceae      | Phyllodoce empetriformis                           |
| Lavendelheide (Pieris D.Don)                                           | etwa 7 Arten mit disjunktem Areal (Ostasien und Nordamerika) | Vaccinioideae Tribus Lyonieae       | Pieris japonica 'Mountain Fire'                    |
| Pityopus Small                                                         | mit nur einer Art, Pityopus californica (Eastw.) H. Copel. sie kommt im westlichen Nordamerika vor                                                                                      | Monotropoideae Tribus Monotropeae   |                                                    |
| Planocarpa C.M.Weiller                                                 | mit drei Arten sie kommen in Tasmanien vor | Styphelioideae Tribus Styphelieae   |                                                    |
| Pleuricospora A.Gray                                                   | mit nur einer Art, Pleuricospora fimbriolata A.Gray sie kommt im westlichen Nordamerika vor                                                                                             | Monotropoideae Tribus Monotropeae   | Pleuricospora fimbriolata                          |
| Plutarchia A.C.Sm.                                                     | etwa 10 Arten in größeren Höhenlagen Südamerikas | Vaccinioideae Tribus Vaccinieae     |                                                    |
| Polyclita A.C.Sm.                                                      | nur eine Art Polyclita turbinata (O.Ktze.) A.C.Sm. im nördlichen Bolivien | Vaccinioideae Tribus Vaccinieae     |                                                    |
| Prionotes R.Br.                                                        | mit nur einer Art, Prionotes cerinthoides R.Br. sie kommt in Tasmanien vor | Styphelioideae Tribus Prionoteae    |                                                    |
| Psammisia Klotzsch                                                     | etwa 70 Arten in Südamerika | Vaccinioideae Tribus Vaccinieae     |                                                    |
| Pterospora Nutt.                                                       | nur eine Art, Pterospora andromedea Nutt. sie kommt im westlichen Nordamerika vor | Monotropoideae Tribus Pterosporeae  | Pterospora andromedea                              |
| Wintergrün (Pyrola L.)                                                 | 20–40 Arten hauptsächlich auf der Nordhalbkugel | Monotropoideae Tribus Pyroleae      | Pyrola grandiflora                                 |
| Rhododendren (Rhododendron L.)                                         | Seit 2011 einschließlich Diplarche Hook. f. & Thomson, Menziesia Sm. etwa 850–1000 Arten in Eurasien und Nordamerika                                                                    | Ericoideae Tribus Rhodoreae         | Rhododendron concinnum                             |
| Zwergalpenrosen (Rhodothamnus Rchb.)                                   | mit nur zwei Arten sie kommen in den Ostalpen und in der nordöstlichen Türkei vor darunter Rhodothamnus chamaecistus                                                                    | Ericoideae Tribus Phyllodoceae      | Rhodothamnus chamaecistus                          |
| Richea R.Br.                                                           | mit elf Arten sie kommen im südöstlichen Australien vor | Styphelioideae Tribus Richeeae      | Richea scoparia                                    |
| Rupicola Maiden & Betche                                               | mit bis zur fünf Arten | Styphelioideae Tribus Epacrideae    |                                                    |
| Rusbya Britton                                                         | nur eine Art, Rusbya taxifolia Britton im nördlichen Bolivien | Vaccinioideae Tribus Vaccinieae     |                                                    |
| Sarcodes Torr.                                                         | mit nur einer Art, Sarcodes sanguinea Torr. sie kommt in den westlichen USA und in Mexiko vor                                                                                           | Monotropoideae Tribus Pterosporeae  | Sarcodes sanguinea                                 |
| Satyria Klotzsch                                                       | etwa 23 Arten in der Neotropis | Vaccinioideae Tribus Vaccinieae     | Satyria warszewiczii                               |
| Semiramisia Klotzsch                                                   | 4 Arten in Bergregionen Südamerikas | Vaccinioideae Tribus Vaccinieae     |                                                    |
| Siphonandra Klotzsch                                                   | 3 Arten in Südamerika | Vaccinioideae Tribus Vaccinieae     |                                                    |
| Sphenotoma (R.Br.) Sweet                                               | mit sechs Arten sie kommen im südwestlichen Australien vor | Styphelioideae Tribus Richeeae      |                                                    |
| Sphyrospermum Poepp. & Endl.                                           | etwa 21 Arten in der Neotropis | Vaccinioideae Tribus Vaccinieae     | Sphyrospermum cordifolium                          |
| Sprengelia Sm.                                                         | mit fünf Arten vier Arten in Australien und einer Art in Neuseeland | Styphelioideae Tribus Cosmelieae    | Sprengelia incarnata                               |
| Styphelia Sol. ex Sm.                                                  | mit 15 Arten sie kommen im südlichen Australien vor | Styphelioideae Tribus Styphelieae   | Styphelia tameiameiae                              |
| Symphysia C.Presl                                                      | mit 15 Arten sie kommen in Mittelamerika vor | Vaccinioideae Tribus Vaccinieae     |                                                    |
| Tepuia Camp                                                            | 7 Arten nur im Guayana-Hochland | Vaccinioideae Tribus Gaultherieae   |                                                    |
| Themistoclesia Klotzsch                                                | etwa 25 Arten in Südamerika | Vaccinioideae Tribus Vaccinieae     |                                                    |
| Therorhodion (Maxim.) Small                                            | mit zwei Arten sie kommen in Nordostasien und im westlichen Alaska vor | Ericoideae Tribus Rhodoreae         | Therorhodion camtschaticum                         |
| Thibaudia Ruiz & Pav. ex J.St.-Hil. (Syn.: Calopteryx A.C.Sm.)         | etwa 60 Arten in Südamerika | Vaccinioideae Tribus Vaccinieae     |                                                    |
| Radfrüchte (Trochocarpa R.Br.)                                         | mit etwa 12 Arten sie kommen in Malesien und im östlichen Australien vor | Styphelioideae Tribus Styphelieae   | Trochocarpa laurina                                |
| Utleya Wilbur & Luteyn                                                 | nur eine Art Utleya costaricensis Wilbur & Luteyn im zentralen Costa Rica | Vaccinioideae Tribus Vaccinieae     |                                                    |
| Heidelbeeren (Vaccinium L.)                                            | etwa 100–300 Arten mit einer weiten Verbreitung mit einem Schwerpunkt auf der Nordhalbkugel                                                                                             | Vaccinioideae Tribus Vaccinieae     | Blüten von Vaccinium ashei ‘Homebell’              |
| Woollsia F.Muell.                                                      | mit nur einer Art, Woollsia pungens (Cav.) F.Muell. sie kommt im nordöstlichen Australien vor                                                                                           | Styphelioideae Tribus Epacrideae    | Woollsia pungens                                   |
| Xylococcus Nutt.                                                       | mit nur einer Art, Xylococcus bicolor Nutt. | Arbutoideae Tribus Arbuteae         | Xylococcus bicolor                                 |
| Zenobie (Zenobia D.Don)                                                | nur eine Art, Zenobia pulverulenta (Willd.) Pollard sie kommt in den südöstlichen USA vor                                                                                               | Vaccinioideae Tribus Andromedeae    | Zenobia pulverulenta                               |

## Nutzung
Viele Arten und ihre Sorten werden als Zierpflanzen in Parks, Gärten und Gebäuden genutzt.
Die Früchte einiger Arten werden gegessen.
Von vielen Arten wurden die medizinischen Wirkungen untersucht. Es werden beispielsweise Drogen von Arctostaphylos uva-ursi (Uvae-ursi folium – Bärentraubenblätter), Vaccinium myrtillus (Myrtilli fructus – Heidelbeerenfrüchte) und Vaccinium vitis-idaea (Vitis ideae folium – Preiselbeerenblätter) verwendet.